# Diferença entre sexo e gênero
Há diferença entre sexo e gênero, podendo se referir tanto a papéis sociais baseados no sexo de uma pessoa (papéis de gênero) ou identificação pessoal do conhecimento interno baseado em gênero da pessoa (identidade de gênero). Cientistas sociais mais contemporâneos, cientistas de comportamental e biólogos, vários sistemas legais e corpos de governo, e agências intergovernamentais como a OMS fazem uma distinção entre gênero e sexo.
Em algumas circunstâncias, o sexo de um indivíduo e o gênero não são compatíveis, e a pessoa pode ser transgênero. Em outros casos, um indivíduo pode ter características sexuais ambíguas, que podem dificultar a observação do seu sexo, mas esses — antigamente chamados de intersexo, hoje em dia chamados de pessoas com diferenças ou variações no desenvolvimento sexual — ainda possuem um único sexo
No discurso casual, sexo e gênero são frequentemente usados intercambiavelmente. Algumas línguas, como alemão ou finlandês, não têm palavras separadas para sexo e gênero. Alemão, por exemplo, usa Biologisches Geschlecht para sexo biológico, e Soziales Geschlecht para gênero quando fazendo a distinção.

## Origem
O sexólogo John Money introduziu a distinção terminológica entre sexo biológico e gênero social em 1955. Antes de seu trabalho, o uso do termo "gênero" era pouco comum em estudos acadêmicos (exceto para se referir a categorias gramaticais, por exemplo). No entanto, o significado da palavra dado por Money não se generalizou até à década de 1970, quando as teorias feministas abraçaram o conceito da distinção entre o sexo biológico e a construção social de gênero. Hoje, a distinção é rigorosamente seguida em alguns contextos, principalmente nas ciências sociais e em documentos escritos pela Organização Mundial de Saúde (OMS).

## Definições

### Sexo
O sexo refere-se à capacidade ou potencial de um organismo de produzir gametas grandes (óvulos) ou gametas pequenos (espermatozoides)  e pode ser identificado à nascença por médicos com base nas genitálias ou com um rápido cariótipo. O sexo pode ser classificado em masculino e feminino.
Anisogamia, ou as diferenças de tamanho dos gametas (células sexuais), é a característica definidora dos dois sexos. Por definição, pessoas macho têm pequenas gametas (microgametas ou espermatozoides); indivíduos fêmea têm grandes gametas (óvulo, megagameta ou macrogameta). Em seres humanos, a determinação sexual se dá, primariamente, pelo gene SRY, normalmente presente no braço curto do cromossomo Y.
O consenso entre os cientistas é de que todos os comportamentos são fenótipos — complexas interações entre biologia e ambiente — e, portanto, a categorização inato ou adquirido é enganosa. O termo diferenças sexuais é normalmente aplicado aos traços de dimorfismo sexual que se supõem terem ser evoluído como consequências da seleção sexual. Por exemplo, a "diferença sexual" humana quanto à estatura é uma consequência da seleção sexual, enquanto a "diferença de gênero" tipicamente vista como o comprimento dos cabelos (mulheres tendem a ter cabelos mais longos) não é. A investigação científica mostra o sexo do indivíduo influencia em seu comportamento.
O sexo é notado como diferente de gênero no Oxford English Dictionary, onde ele diz que sexo "tende agora a referir-se às diferenças biológicas". A Organização Mundial da Saúde (OMS) afirma igualmente que "sexo refere-se à características biológicas e fisiológicas que definem homens e mulheres" e que "homem e mulher são categorias sexuais".
O dicionário Dicionário UNESP do português contemporâneo define sexo como "conjunto de caracteres estruturais e funcionais segundo um ser vivo é classificado como macho ou fêmea".

### Gênero
Género (português europeu) ou gênero (português brasileiro) é uma gama de características pertencentes e diferenciadas entre a masculinidade, a neutralidade, a androginia e a feminilidade. Dependendo do contexto, essas características podem incluir o sexo biológico — seja ele masculino ou feminino  —, as estruturas sociais baseadas no sexo, o papel social de gênero (e outros papéis sociais) e a identidade de gênero. Algumas culturas têm papéis de gênero específicos que podem ser considerados distintos da categoria "homens" e "mulheres", como a hijra na Índia e Paquistão.
A definição em uso da Organização Mundial de Saúde para seu trabalho é que "'gênero' refere-se aos papéis, comportamentos, atividades e atributos socialmente construídos que uma determinada sociedade considera apropriados para homens e mulheres" e que "'masculino' e 'feminino' são categorias de gênero."
A GLAAD (Gay & Lesbian Alliance Against Defamation) faz uma distinção entre sexo e gênero em sua mais recente Media Guide Reference: sexo é "a classificação de pessoas como homem ou mulher" no nascimento, com base em características corporais, como cromossomos, hormônios, órgãos reprodutivos internos e genitália. A identidade de gênero é "o senso interno e pessoal de ser um homem ou uma mulher (ou um menino ou uma menina)".
Alguns filósofos feministas afirmam que o gênero é totalmente indeterminado pelo sexo.
O gênero, no sentido de distinções sociais e comportamentais, surgiu de acordo com evidências arqueológicas há "pelo menos cerca de 30.000 anos". Mais evidências foram encontradas há cerca de  "26.000 anos", pelo menos, no Sítio arqueológico de Dolní Věstonice e outros, onde é hoje a República Checa. Isto é, durante o período de tempo do Paleolítico Superior.
O significado histórico do gênero, em última análise, derivado do latim genus, era "tipo" ou "variedade". Por volta do século XX, este significado era obsoleto e o único uso formal de gênero se deu na gramática. Isso mudou no início de 1970, quando o trabalho de John Money, particularmente o popular livro de faculdade Man & Woman, Boy & Girl, foi abraçado pela teoria feminista. Este significado de gênero é agora predominante nas ciências sociais; embora em muitos outros contextos, gênero inclui ou substitui sexo.

#### West e Zimmerman e o "fazendo gênero"
Usado principalmente em estudos de sociologia e de gênero, o termo fazendo gênero refere-se ao conceito de gênero como um desempenho socialmente construído que acontece durante as interações humanas de rotina e não como um conjunto de qualidades essenciais com base no sexo biológico de alguém. O termo apareceu pela primeira vez no artigo de Candace West e Don Zimmerman Doing gender, publicado no jornal Gender and Society. Escrito em 1977, mas apenas publicado em 1987, Doing Gender é o artigo publicado mais citado da Gender and Society. West e Zimmerman afirmam que para entender o gênero como atividade é importante diferenciar entre sexo, categoria de sexo e gênero.

#### Transgeneridade
A transgeneridade é um grupo de identidades e experiências de sexo e variação de gênero, mudanças e misturas. Isto é, quando o sexo observado de um indivíduo ao nascer não corresponde com o sexo com o qual se identifica. Sob a égide do transgênero inclui-se transexuais e pessoas não-binárias. As pessoas transexuais (e algumas não-binárias) muitas vezes se submetem à cirurgia de redesignação de sexo, tomam hormônios ou mudam seu estilo de vida para se sentirem mais confortáveis.

## Feminismo
Muitas feministas consideram que o sexo seja apenas uma questão de biologia e algo que não é sobre a construção social ou cultural. Por exemplo, Lynda Birke, bióloga feminista, afirma que "'biologia" não é vista como algo que poderia mudar." No entanto, a distinção sexo / gênero, também conhecida como o Modelo Padrão de sexo / gênero, é criticada por feministas que acreditam que há uma ênfase excessiva colocada no sexo ser um aspecto biológico, algo que é fixo, natural, imutável e que consiste de uma dicotomia macho / fêmea. Elas acreditam que a distinção não reconhece qualquer coisa fora da dicotomia "estritamente masculino / feminino" e que cria uma barreira entre aqueles que se encaixam e aqueles que são incomuns. A fim de provar que o sexo não é apenas limitado a duas categorias, Sexing The Body, um livro de Anne Fausto-Sterling, aborda o nascimento de crianças que são intersexuais. Neste caso, o modelo de padrão (sexo / distinção de gênero) é visto como incorreto no que diz respeito à sua noção de que existem apenas dois sexos, masculino e feminino. Isto porque "a completa masculinidade e feminilidade representam os extremos de um espectro de possíveis tipos de corpo." Em outras palavras, Fausto-Sterling argumenta que há uma multidão de sexos entre os dois extremos do sexo masculino e feminino.
Ao invés de ver o sexo como uma construção biológica, há feministas que aceitam tanto o sexo como o gênero como sendo construções sociais. Fausto-Sterling acredita que o sexo é construído socialmente, porque a natureza não decide sobre quem é visto como um macho ou fêmea fisicamente. Em vez disso, os médicos decidir o que parece ser um sexo "natural" para os habitantes da sociedade. Além disso, o sexo, comportamento, ações e aparência de homens / mulheres são também vistos como socialmente construídos porque os códigos de feminilidade e masculinidade são escolhidos e considerados aptos pela sociedade para o uso social.

## Limitações

### Inseparabilidade de fatores biológicos e culturais
A distinção atual entre a diferença de termos "sexo vs. diferença de gênero" tem sido criticada como enganosa e contraproducente. Estes termos sugerem que o comportamento de um indivíduo pode ser dividido em fatores biológicos e culturais separados. Em vez disso, todos os comportamentos são fenótipos - um complexo entrelaçamento de ambos natureza e criação.
Diane Halpern, em seu livro Sex Differences in Cognitive Abilities, argumentou problemas com a terminologia "sexo vs. género": "Eu não posso discutir (neste livro) que a natureza e a educação são inseparáveis e em seguida usar termos diferentes para se referir a cada classe de variáveis. As manifestações biológicas de sexo são confundidas com variáveis psicossociais (...) O uso de termos diferentes para rotular estes dois tipos de contribuições para a existência humana parece inadequado à luz da posição biopsicossocial a que aderi". Ela também declarou que "Pinker (2006b, parágrafo 2.) proporcionou um resumo claro dos problemas com os termos sexo e gênero: "Parte dela é um novo preciosismo de muitas pessoas hoje são escrúpulos sobre dimorfismo sexual, como os vitorianos foram sobre o sexo. A palavra "sexo" se refere... (tanto) à cópula e ao dimorfismo sexual... " Richard Lippa escreve em Gender, Nature and Nurture que "alguns pesquisadores argumentam que a palavra "sexo" deve ser usada para se referir a (diferenças biológicas), ao passo que a palavra "gênero" deve ser utilizada para se referir a (diferenças culturais). No entanto, não é de todo claro o grau em que as diferenças entre os machos e fêmeas são devido a fatores biológicos em relação aos fatores aprendidos e culturais. Além disso, uso indiscriminado da palavra "gênero" tende a obscurecer a distinção entre dois temas diferentes: (a) diferenças entre machos e fêmeas, e (b) as diferenças individuais na masculinidade e feminilidade que ocorrem dentro de cada sexo".
Tem sido sugerido que as distinções mais úteis a se fazer seria se a diferença de comportamento entre os sexos é primeiro devida a uma adaptação evoluída, então, nesse caso, se a adaptação é dimorfismo sexual (diferente) ou sexualmente monomórfica (o mesmo em ambos os sexos). O termo "diferença entre os sexos" poderia, então, ser redefinido como diferenças entre-sexo que são manifestações de uma adaptação do dimorfismo sexual (que é como muitos cientistas usam o termo), enquanto que o termo "diferença de gênero" poderia ser redefinido como devido ao diferencial de socialização entre os sexos de uma adaptação ou subproduto monomórfico. Por exemplo, uma maior propensão masculina para a agressão física e tomada de risco seria chamado uma "diferença sexual"; o comprimento dos cabelos geralmente mais longos em fêmeas seria chamado de "diferença de gênero".

### Construção social do sexo
Mary Hawkesworth e Lisa Disch observam que algumas teóricas feministas criticaram a base biológica do dimorfismo sexual. Essas teóricos afirmam ter demonstrado que existem mais de dois sexos que ocorrem naturalmente e que, sejam definidos em termos de cromossomos, hormônios, gônadas, morfologia interna, genitália externa ou características sexuais secundárias, "nenhum dos correlatos típicos do sexo biológico está em conformidade com as demandas da classificação dicotômica", e que todas essas características "falham em diferenciar todos os homens de todas as mulheres ou em fornecer um núcleo comum dentro de cada sexo".
Andrea Dworkin escreveu que "somos, claramente, uma espécie multissexuada que tem sua sexualidade espalhada ao longo de um vasto continuum onde os elementos chamados masculino e feminino não são discretos". John Stoltenberg, parceiro de Dworkin, desenvolveu esse argumento em seu ensaio How Men Have (a) Sex. A socióloga Judith Lorber também afirma que muitos indicadores convencionais de sexo não são suficientes para demarcar masculino de feminino, e que há mais diversidade dentro das categorias individuais de sexo e gênero – masculino/feminino e homem/mulher, respectivamente – do que entre eles.
No campo da metafísica feminista, a diferença sexual é discutida por Judith Butler, Luce Irigaray, Gayatri Spivak, Monique Wittig, entre outras.

#### Pesquisa sobre intersexualidade
Em uma pesquisa de 1990 com médicos especialistas em intersexualidade pediátrica, Suzanne Kessler descobriu que quando uma criança nascia com cromossomos XY e genitália ambígua seu sexo era frequentemente determinado de acordo com o tamanho do pênis. Assim, mesmo que a distinção sexo/gênero seja mantida, as dicotomias de feminino/masculino e masculino/feminino não são exaustivas.
Sexing the Body, de Anne Fausto-Sterling, aborda o nascimento de crianças com diferenças de desenvolvimento sexual. No caso delas, o modelo padrão (distinção sexo/gênero) é visto como incorreto no que diz respeito à sua noção de que existem apenas dois sexos, masculino e feminino. O sexo é socialmente construído porque a natureza não decide quem é visto como homem ou mulher fisicamente – em vez disso, os médicos decidem o que parece ser um sexo "natural" para os habitantes da sociedade.
De forma similar, a Sociedade Intersexo da América do Norte afirma que "a natureza não decide onde a categoria "masculino" termina e a categoria "intersexual" começa, ou onde a categoria "intersexual" termina e a categoria "feminino" começa. Os seres humanos decidem. Os seres humanos (hoje, tipicamente os médicos) decidem o quão pequeno um pênis tem que ser ou quão incomum uma combinação de peças tem de ser, antes de ele considerar como intersexual".

#### Historiografia
O historiador Thomas W. Laqueur sugere que, do Renascimento ao século XVIII, havia uma inclinação predominante entre os médicos para a teoria do sexo único: haveria apenas um sexo biológico, e homens e mulheres teriam a mesma estrutura reprodutiva fundamental. Em alguns discursos, essa visão persistiu no século XIX. Laqueur afirma que, mesmo em seu auge, o modelo de sexo único foi apoiado entre os europeus altamente educados, mas não se sabe se foi uma visão popular nem totalmente aceita pelos médicos que trataram a população em geral.